# Roberto Ventura
Roberto Ventura (Montevideo, 19 de febrero de 1957) es un médico neurólogo, neuropsicólogo, psiquiatra, activista, músico, autor y profesor uruguayo.

## Vida
Hijo de la música italiana Luigia Brignoli y Alfredo Valmori Ventura. 
Estudió neurología, neuropsicología y psiquiatría en la Facultad de Medicina de la Universidad de la República, y posteriormente paso a desempeñarse como profesor de dicha universidad. Es Profesor
Adjunto de Bases Biológicas del Comportamiento Humano y Neurpsicología de la Facultad de Psicología.
Es cofundador del Grupo Interdisciplinario para el estudio del lóbulo frontal del Hospital de Clínicas de Montevideo. Y también fue integrante de la sección Párkinson y Movimientos Anormales del Instituto de Neurología en la Facultad de Medicina de la Universidad de la República. Fue el primer presidente y fundador de la Asociación Uruguaya de Alzheimer y Similares (AUDAS), institución sin fines de lucro creada el 10 de mayo de 1991. La fundación se realizó en el Hospital Británico de Montevideo.
Es también es Miembro de Honor de la Asociación de Lucha contra el Mal de Alzheimer de Argentina, participó de la Red NC Latinoamericana de Neuropsicología y desde 2021 es miembro de honor de la Asociación de Alzhalmeir Iberoamericana, España y Portugal. 
En abril de 2019 fue nombrado Miembro Titular del Comité Científico Asesor de la Asociación Mundial de Alzheimer (ADI) con sede en Londres.
Fue Presidente de la Sociedad de Neuropsiquiatría del Uruguay, cofundador y vicepresidente de la Sociedad Uruguaya de Psicogeriatría.
En 2003 fue cofundador del Grupo Latinoamericano y Caribeño de Demencias, llamado grupo Montevideo, en el Instituto de Neurología de la Facultad de Medicina de la Universidad de la República. 
Ventura toca música celta, blues y rock en las bandas Fermata y Malpertuis, donde toca la flauta travesera.

## Investigación
Realizó estudios con el Grupo de investigación independiente en neuropsiquiatría sobre Prosopagnosia, presentando el trabajo final descubriendo cuales eran: «Los 30 rostros más conocidos por la población uruguaya», cuya utilidad es su aplicación en pacientes que tiene prosopagnosia por lesión cerebral. Dicho trabajo recibió el primer premio en el Congreso Latinoamericano de Neuropsiquiatría en Buenos Aires.
Se desempeña actualmente en la Asociación Española, como Jefe del Servicio de Neurología donde además entre otras tareas, está a a cargo de la Policlínica de Apoyo a Familiares de Pacientes con Trastornos Cognitivos y Conductuales, donde realiza tareas de psicoeducación familiar.
Visitante ilustre de Quintana Roo, Colina en México y visitante ilustre de Guatemala, distinción otorgada por el presidente Álvaro Arzú. Invitado por el gobernador del Estado de Colima al congreso Estatal sobre la enfermedad de Alzheimer. Es conferencista internacional, autor de numerosas publicaciones y libros.
Su libro 400 respuestas a 400 preguntas sobre la demencia editado en 2007, en varios países de América Latina ayudó a muchas familias en Iberoamérica.
Desde 2021 trabaja en el Instituto de la Memoria y Desórdenes Relacionados (IMEDER) y también activamente para la formación de centros de asesoramiento familia en pacientes con demencia en Ciudad de la Memoria.
En 2022 Ventura convocó en Uruguay y participó de la fundación de la Universidad de Alzheimer, con al participación de la presidenta de la Asociación Mundial de Alzahimer (ADI) Paola Barbarino.
Desde 2023 esta abocado a dar conferencias sobre el procesamiento cerebral de la música, concientización acerca de la importancia de la estimulación musical en pacientes que cursan síndrome demencial. También sobre el tema de la discrepancia entre los manuales internacionales a cerca del diagnóstico de lo que debería ser llamado: demencia (por los manuales DSM-5 y el CIE-10 de la OMS y sus implicancias médico - legales.); exponiendo en países como México, Puerto Rico, Venezuela, Perú y Bolivia.
En 2024 recibió la condecoración del Comité Científico Alzahimer Iberomaericano con motivo del II Encuentro de la Unviversidad Alzahimer en Santa Cruz de las Sierras, Bolivia. Y en noviembre del mismo año recibió dos reconocimiento por su labor profesional en la lucha contra la enfermedad de Alzheimer en Iberoamérica por la Universidad Autónoma Gabriel René Moreno y por su labor científica por parte de la Universidad Franz Tamayo.

## Libros
- 2006, 400 respuestas a 400 preguntas sobre la demencia, Volumen I guía para el profesional de la salud. (ISBN 9974-7941-1-0)[21]
- 2007, 400 respuestas a 400 preguntas sobre la demencia, Volumen II guía para la familia.
- 2008, Temas de neuropsiquiatría.(ISBN 978-9974-96-517-1)
- 2009, Avances de neuropsiquiatría Volumen I y II. (ISBN 978-9974-96-657-4)
- 2011, Enfermedad de Parkinson y otras enfermedades relacionadas (ISBN 978-9974-98-078-5)
- 2012,  Enfermedad de Parkinson y otras enfermedades extrapiramidales (en coautoría con el doctor Ricardo Buzo, con prólogo del profesor grado cinco de Neurología Ronald Salamano). ISBN 978-607-7743-49-1
- 2018, El Alzheimer en Iberoamerica ( ISBN 978-607-27-0953-9 en coautoría).

Mi esfuerzo mayor es la educación a nivel social, y a nivel médico mejorar la comprensión del nivel clínico de la manifestación de la enfermedad para llegar a un mejor razonamiento clínico diagnóstico, a un mejor reconocimiento temprano de los síntomas, para lograr un diagnóstico clínico rápido y acertado y poder ayudar en forma mejor y temprana al paciente y también a la familia.
Roberto Ventura, agosto de 2008.